# Свободный имперский
Импе́рский (нем. Reichsfreiheit, Reichsfrei или Reichsunmittelbarkeit) — в Священной Римской империи привилегированный феодальный либо политический статус, который могли иметь города, религиозные организации, феодальные княжества либо небольшие феодальные владения.
Город, аббатство либо территория со статусом Имперский находились под непосредственной властью императора и рейхстага. Преимущество данного статуса состояло в том, что территории, им обладавшие, могли самостоятельно взимать налоги и пошлины, а также вершить правосудие.
Понятие «имперскости» потеряло актуальность после проведения германской медиатизации 1803—06 годов.